# Tổng đốc Phương

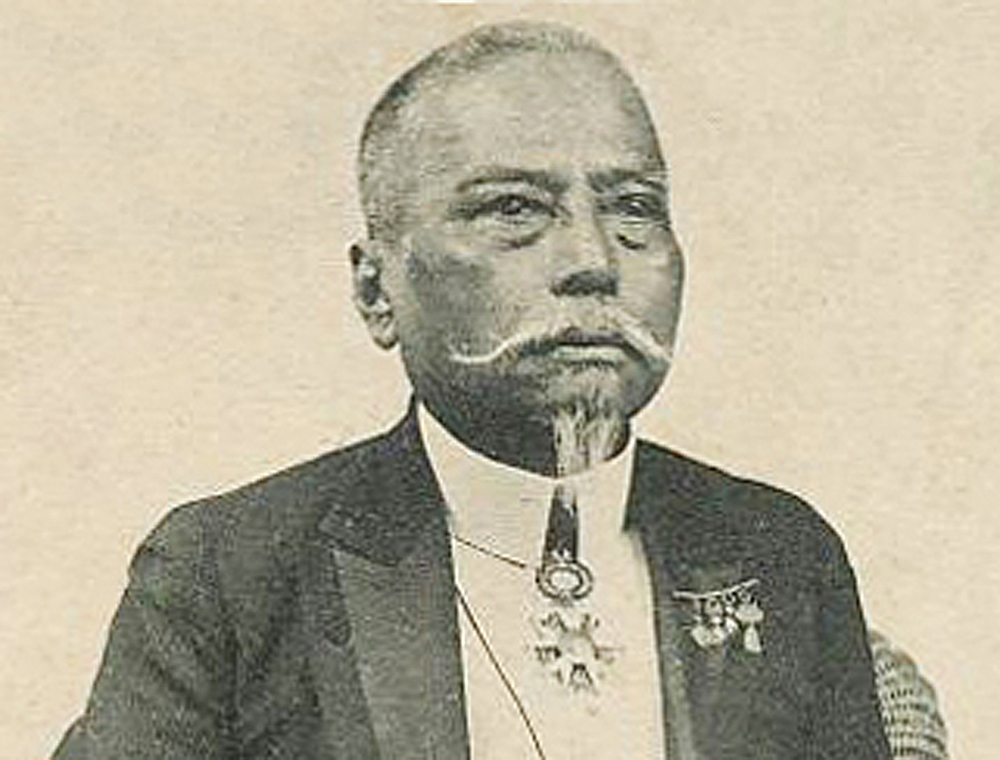
Tổng đốc Phương

Tổng Đốc Phương, tên thật là Đỗ Hữu Phương (杜有芳, 1841–1914), là một cộng sự đắc lực của thực dân Pháp.
Trong thời kỳ đầu quân Pháp đến chiếm đóng Việt Nam, trong dân gian có câu: Nhất Sỹ, nhì Phương, tam Xường, tứ Hỏa. Căn cứ theo lời truyền này, thì ông được xếp ở vị trí thứ hai trong số bốn người giàu có nhất Nam Kỳ thời ấy. Ông cũng là người Nam Kỳ đầu tiên sở hữu quốc tịch Pháp.

## Tiểu sử

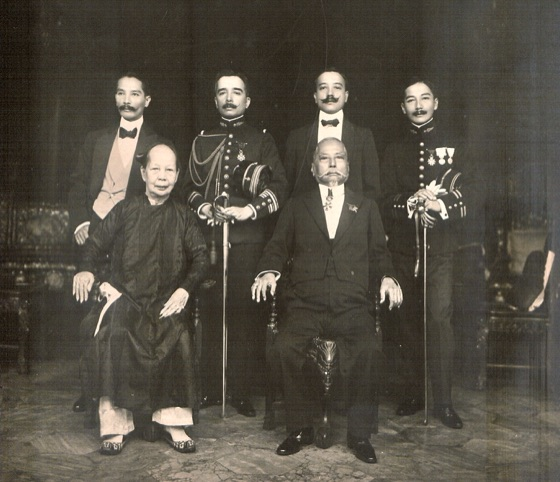
Gia Đình của Ông Phương

Đỗ Hữu Phương sinh cuối tháng 6 năm 1841 tại Chợ Đũi (Sài Gòn) , gốc người Minh Hương, biết chữ Hán, nói được một ít tiếng Pháp.
Cha ông là một người giàu có, tục gọi là Bá hộ Khiêm. Ông này đã cưới con gái một vị quan người Quảng Nam vào Nam Kỳ làm Tri phủ (sau về hưu với chức Lang trung bộ Binh) và sinh ra ông.
Ngày 17 tháng 2 năm 1859, quân Pháp tiến đánh Gia Định, Đỗ Hữu Phương lên Bà Điểm (Hóc Môn) lánh thân và chờ thời. Sau khi Đại đồn Chí Hòa thất thủ vào tháng 2 năm 1861, ông Phương nhờ cai tổng Đỗ Kiến Phước ở Bình Điền dẫn về giới thiệu với Francis Garnier lúc bấy giờ đang làm tham biện hạt Chợ Lớn và được nhận làm cộng sự.

### Tham gia hành chính
Buổi đầu, ngày 1 tháng 10 năm 1865, Đỗ Hữu Phương được chính quyền Pháp cho làm hộ trưởng (bấy giờ, Chợ Lớn chia ra làm 25 hộ), rồi lần lượt trải qua các chức vụ sau:
Năm 1872, được chỉ định làm hội viên Hội đồng thành phố Chợ Lớn.
Năm 1879, làm phụ tá cho Xã Tây Chợ Lớn là Antony Landes (1879-1884). Giữ chức việc này, ông Phương thường ngầm làm trung gian để giới thương gia người Hoa hối lộ cho các viên chức Pháp. Nhờ vậy, mà ông giàu lên nhanh chóng, uy thế lên cao đến mức quan Toàn quyền Paul Doumer khi vào Nam còn ghé nhà ông ăn uống. Và có lẽ nhờ dịp này mà ông được viên quan trên cho khẩn trưng sở đất ruộng lớn đến 2.223 mẫu.
Tháng 7 năm 1867, ông được bổ làm Đốc phủ sứ Vĩnh Long.

### Đánh dẹp nghĩa quân
Nhiệm vụ chính của Đỗ Hữu Phương là do thám những hoạt động chống đối Pháp ở vùng Chợ Lớn, Cần Giuộc và Tân An. Nhưng khác với Lãnh Binh Tấn và Trần Bá Lộc, trong lúc đi dò xét, ông Phương tỏ ra khéo léo, tránh gây thù oán công khai, nhờ đó mà bề ngoài thấy ông Phương hiền lành, cứu người này, bảo lãnh người kia.
Liệt kê một số thành tích của Đỗ Hữu Phương:
Tháng 7 năm 1866, tham dự trận đánh đuổi Hai Quyền (con Trương Định) lúc bấy giờ đang lãnh đạo nghĩa quân làm chủ Bà Điểm (Hóc Môn).
Tháng 11 năm 1867, cùng Tôn Thọ Tường đi Bến Tre để chiêu dụ hai cậu con trai ông Phan Thanh Giản là Phan Liêm và Phan Tôn. Theo "Hồ sơ cá nhân của Đỗ Hữu Phương" mang ký hiệu SL. 312 trong văn khố (kho Services Locaux), thì chính ông là người đã xúi thực dân Pháp đánh chiếm ba tỉnh miền Tây Nam Kỳ, và sau đó còn tham dự trận đánh dẹp Phan Tòng ở Bến Tre vào tháng 11 năm 1867.
Tháng 6 năm 1868, xuống Rạch Giá dẹp cuộc khởi nghĩa Nguyễn Trung Trực.
Tháng 7 năm 1869, khi làm Đốc phủ sứ ở Vĩnh Long, góp phần truy nã nghĩa quân khi viên phó tổng ở Vũng Liêm bị giết.
Theo nhà văn Sơn Nam, Đỗ Hữu Phương còn có những hành động giúp Pháp khác nữa, như:
- Bắt quản Thiện và quản Việt ở Lò Gốm (Chợ Lớn).
- Cung cấp tài liệu và điều tra cuộc nổi dậy và nhiều vụ ám sát ở vùng Chợ Lớn vào năm 1866-1867.
- Trình danh sách một số lãnh tụ kháng Pháp sắp khởi nghĩa ở các tỉnh miền Tây Nam Bộ năm 1873.
- Do thám khởi nghĩa ở Phước Lộc (Cần Giuộc) vào năm 1871 và năm 1875.
- Năm 1879, tố giác âm mưu nổi dậy của nhóm Thiên Địa hội ở Sóc Trăng.
- Năm 1881, cùng với một Cha sở ở Lương Hòa (Tân An) tố giác âm mưu các cuộc nổi dậy ở Long Hưng, Lộc Thành và ở vùng Bảy Núi (Châu Đốc)
- Năm 1878, bắt dân ở tổng Lộc Thành Hạ làm xâu, khi điều khiển việc sửa sang con kinh Nước Mặn.

Tuy nhiên, trong đời làm quan của Đỗ Hữu Phương có một lần ông bị mất tín nhiệm vì xin chứa chấp Thủ Khoa Huân ở trong nhà mình. Suốt khoảng 3 năm (sau khi bị đày ở Cayenne, Guyane rồi được ân xá), ông Huân đã biết lợi dụng hoàn cảnh để liên lạc với các người Hoa theo Thiên Địa hội ở Chợ Lớn và tới lui vùng Tân An để cổ súy, tổ chức cuộc kháng chiến.
Nhưng nhờ thành tích, nhờ được lòng quan trên, mà Đỗ Hữu Phương vẫn ung dung, vẫn ngày càng giàu thêm, và được nhận các phần thưởng như sau: Huyện Danh dự (25 tháng 7 năm 1868), Huy chương vàng (31 tháng 12 năm 1868), Phủ Danh Dự (4 tháng 8 năm 1869), Đốc phủ sứ Danh dự (4 tháng 8 năm 1868), Đệ tam đẳng bội tinh (1 tháng 1 năm 1891), Tổng đốc Danh dự (8 tháng 10 năm 1897) . Ngoài ra, ông còn nhận được những ưu đãi khác, như:
Năm 1878, ông được qua Pháp dự hội chợ quốc tế.
Năm 1881, ông được gia nhập quốc tịch Pháp, và liên tiếp qua Pháp vào các năm 1884, 1889, 1894.

## Bình phẩm
Trong tài liệu của Pháp mang ký hiệu SL. 312 ở Cục lưu trữ Nhà nước II, có đoạn khen ngợi Đỗ Hữu Phương như sau (dịch):
...Phương tích cực phục vụ cho sự nghiệp của nước Pháp, không chỉ với khả năng quân sự mà còn với sự hiểu biết tường tận về xứ này, đặc biệt là Chợ Lớn; và cả với sự khôn khéo, Phương đã nhiều lần thuyết phục dụ hàng những đồng bào của ông ta. Cùng với Đốc phủ Ca, Tổng Phước, Lãnh binh Tấn, Tổng đốc Lộc...ông ta là một trong những người giúp việc quý nhất cho các sĩ quan Pháp trong việc bình định xứ này và tổ chức các hạt...
Ông ta cố gắng tránh đổ máu trong lúc dập tắt nhiều cuộc nổi loạn gần đây. Ông ta đã xin chính phủ Pháp ân xá cho một số đông những đồng bào của ông đã cầm vũ khí chống lại chúng ta...(Nhưng) đối với những tên xúi giục nổi loạn, ông ta tỏ ra không thương xót: một trong những bạn hồi thơ ấu của ông là Thủ khoa Huân...Huân lạm dụng lòng tin của Phương, núp dưới danh nghĩa của Phương mà chiêu tập bè đảng. Phương xin được hành quân cùng và đã góp phần tích cực vào việc nã bắt tên phiến loạn này...
Còn học giả Vương Hồng Sển thì có lời bình như sau:
Tiếng rằng "hiền", là hiền hơn ông kia (chỉ Lãnh Binh Tấn), chớ xét ra một đời mâu thuẫn: lấy một tỷ dụ là đối với Thủ Khoa Huân. Che chở cũng y (ám chỉ Đỗ Hữu Phương), đem về nhà đảm bảo và cấp dưỡng cũng y, mà rồi bắt nạp cho Tây hành hình, cũng y nốt.
Nhà dọn nửa Tây nửa Ta, năm căn đố lương thành vọng gỗ quý chạm lọng khéo léo, trước nhà có sân rộng chưng toàn cây kiểng gốc (cây thế), ngó mặt ra một con kinh nay đã lấp…
Ngôi nhà nầy nay đã dỡ, đất thì bán cho khách Tàu xây nhà chọc trời làm tửu quán, cao lầu và rạp ciné. Chỉ chừa một khuỷnh để làm nơi thờ phượng. Mấy chục năm về trước, cờ bạc còn thạnh hành, vua đổ bác, "Thầy Sáu Ngọ" nhiều tiền, mướn đấy làm chỗ hốt me ăn thua ức vạn. Nghĩ cho con cháu rân rát, đỗ đạt thành danh, mà từ đường chứa đầy tiếng thô tục, nước bọt và đờm xanh, có phải chăng là căn quả?
“En Indochine 1894 – 1895” của Pierre Barthélemy nhận xét như sau:
“Khi viếng Chợ Lớn, đừng quên ghé thăm một ông Phủ giàu có danh tiếng của thành phố này. Quan Phủ bắt chước lối sống cực kỳ xa hoa của chúng ta. Ông là dân An-Nam, tuổi độ 50, tướng phốp pháp, có râu ngạnh trê, luôn luôn tự phụ. Ông không do dự trong việc cho con qua Pháp du học. Nhà ông nửa Tây, nửa ta. Căn nhà ngói 5 gian rộng lớn của ông ở ngay vị trí khách sạn Thủ Đô, Chợ Lớn lúc trước nằm trên đại lộ mang tên ông. Toàn Quyền Paul Doumer mỗi lần vào Nam đều ghé nhà ông ăn nhậu….Người ông giống hệt nhà ông, bên ngoài trang trí theo lối Pháp, nhưng bên trong trang trí giữ phong tục bản xứ”.

## Thông tin liên quan
- Đỗ Hữu Phương có người vợ rất đảm đang họ Trần. Học giả Vương Hồng Sển viết: Sự nghiệp [của ông Phương] trở nên đồ sộ nhứt nhì trong xứ, phần lớn do tay phu nhân Trần thị gây dựng. Bà giỏi tài đảm đang nội trợ, một tay quán xuyến trong ngoài, làm của đẻ thêm ra mãi, lại được trường thọ, mất sau chồng....[14][15].
- Ông Phương có một người con trai là Đỗ Hữu Vị (1883–1916), một phi công người Việt phục vụ trong Quân đội Pháp. Nhiều tài liệu cho rằng ông "là người Việt Nam đầu tiên lái máy bay chiến đấu".
- Ông Phương là một trong những người đề xướng và đã bỏ tiền ra xây trường Collège de Jeunes Filles Indigènes vào năm 1915, tức trường Nữ Trung học Sài Gòn, mà người dân thường gọi là trường Áo Tím (nay là Trường Trung học phổ thông Nguyễn Thị Minh Khai).[15]
- Trước đây, tại Quận 5, Thành phố Hồ Chí Minh, có con đường mang tên Tổng đốc Phương; ngày 14 tháng 8 năm 1975, ngành chức năng đã đổi lại tên là Châu Văn Liêm.
- Sách Hỏi đáp về Sài Gòn-Thành phố Hồ Chí Minh cho biết nhà ông Phương có treo câu đối hoành phi sơn son thếp vàng:

Đất Chợ Lớn có nhà họ Đỗ,
Đỗ một nhà: "ngũ phước tam đa"
Tương truyền, nhà thơ Phan Văn Trị khi nghe ông Phương thách ai đối được câu đối ấy, đã đối lại rằng:
Cù Lao Rồng, có lũ thằng phung,
Phun một lũ: "Cửu trùng bát nhã"
Đại khái, "Ngũ phước Tam Đa" trong câu đối là có ý nói ông Phương có 5 cậu con trai đều đỗ cao làm quan lớn , và 3 cô gái đều lấy chồng sang trọng. Còn trong câu đối lại, thì "cù lao Rồng" ở Mỹ Tho là một bệnh viện phong cùi. Trong Nam khi phát âm "phung" và "phun" đều như nhau. Vì hiểu được ý thâm ấy, nên khi đọc xong, ông Phương giận tím người...

## Sách tham khảo
- Sơn Nam, Lịch sử khẩn hoang miền Nam. Nhà xuất bản. Văn nghệ Thành phố Hồ Chí Minh, 1994..
- Vương Hồng Sển, Sài Gòn năm xưa, Nhà xuất bản. Thành phố Hồ Chí Minh, 1991.
- Phạm Văn Sơn, Việt sử tân biên (quyển 5, tập thượng). Sài Gòn, 1962.
- Nguyễn Q. Thắng và Nguyễn Bá Thế, Từ điển nhân vật lịch sử Việt Nam, Nhà xuất bản. Khoa học Xã hội, 1992.
- Nhiều người soạn (GS. Phạm Thiều chủ biên), Nguyễn Hữu Huân: nhà yêu nước kiên cường-nhà thơ bất khuất. Nhà xuất bản. Thành phố Hồ Chí Minh, 1986.
- Tạ Chí Đại Trường,  Người lính thuộc địa Nam Kỳ (1861-1945). Nhã nam và Nhà xuất bản. Tri thức ấn hành, 2011.
- Nhóm Nhân văn Trẻ, Hỏi đáp về Sài Gòn-Thành phố Hồ Chí Minh (tập 4), Nhà xuất bản. Trẻ, 2006.